# Ammara Pinto
Ammara Pinto, född 14 september 1997, är en malawisk simmare.
Pinto tävlade för Malawi vid olympiska sommarspelen 2016 i Rio de Janeiro, där hon blev utslagen i försöksheatet på 50 meter frisim.